# Yevgueni Vóronov
Yevgueni Serguéyevich Vóronov, en ruso: Евгений Сергеевич Воронов, (nacido el 7 de mayo de 1986 en Stávropol, Rusia) es un jugador de baloncesto ruso. Con 1,90 de estatura, su puesto natural en la cancha es el de escolta en las filas del Parma Basket de la VTB United League.

## Palmarés
Equipo
- Liga de Rusia: 2

CSKA Moscú:  2011-12, 2012-13
- VTB United League: 3

CSKA Moscú: 2012, 2013, 2014